# Eustrombus
Eustrombus é um gênero de caramujos marinhos grandes, moluscos gastrópodes pertencentes à família Strombidae.

## Taxonomia
Eustrombus era anteriormente um subgênero de Strombus, mas foi elevado ao nível de gênero por  Petuch (2004) e Petuch e Roberts (2007). Em revisão recente, algumas espécies desse gênero foram transferidas ao gênero Lobatus por Landau, Kronenberg e Herbert (2008).

## Espécies
Espécies neste gênero  incluem:
- Eustrombus costatus (Gmelin, 1791)
- Eustrombus galeatus (Swainson, 1823)
- Eustrombus gallus (Linnaeus, 1758)
- Eustrombus gigas (Linnaeus, 1758)
- Eustrombus goliath (Schröter, 1805)
- Eustrombus magolecciai (Macsotay & Campos, 2001)
- Eustrombus peruvianus (Swainson, 1823)
- Eustrombus raninus (Gmelin, 1791)
- †Eustrombus dominator (Pilsbry, 1917)
- †Eustrombus galliformis (Pilsbry, 1917)
- †Eustrombus haitensis (Sowerby, 1850)
- †Eustrombus vokesae Landau et al., 2008
- †Eustrombus williamsi (Olson & Petit, 1964)